# Elaeocarpus hallieri
Elaeocarpus hallieri är en tvåhjärtbladig växtart som beskrevs av Weibel. Elaeocarpus hallieri ingår i släktet Elaeocarpus och familjen Elaeocarpaceae. Inga underarter finns listade i Catalogue of Life.